# Sebastián Cardozo
Sebastián Cardozo Coitinho (Montevideo, 9 settembre 1995) è un calciatore uruguaiano, difensore del Motagua.

## Caratteristiche tecniche
È un difensore centrale.

## Carriera
Ha giocato nella prima divisione dei campionati uruguaiano, cileno e honduregno.